# Persea bilocularis
Persea bilocularis är en lagerväxtart som beskrevs av Kopp. Persea bilocularis ingår i släktet avokador, och familjen lagerväxter. Inga underarter finns listade i Catalogue of Life.